# Incontri internazionali di rugby a 15 di fine anno 1974
Nel rugby a 15 è tradizione che a fine anno (ottobre-dicembre) si disputino una serie di incontri internazionali che gli europei chiamano "Autumn International"  e gli appassionati dell'emisfero sud "Springtime tour". In particolare le nazionali dell'emisfero Sud si recano in tour in Europa.
Da segnare anche la vittoria della Romania sulla Francia nel match valido per la Coppa FIRA 1974-1975
- Tonga nelle Isole Britanniche: il successo con l'Australia dell'Anno prima, permette a Tonga di recarsi in Tour in  Europa affrontando delle selezioni semi-ufficiali ed in Canada

| Vancouver 25 ottobre 1974 | Canada | 14 – 40 | Tonga |  |

- Sud Africa in Francia:  la nazionale sudafricana di rugby XV si reca in tour in Francia. Con due successi nei test match ufficiali (13-4 e 10-8), dimostra una suppremazia a livello mondiale.

| Tolosa 23 novembre 1974 | Francia | 4 – 13 | Sudafrica |  |

| Parigi 30 novembre 1974 | Francia | 8 – 10 | Sudafrica | (Parc des Princes) |

- Nuova Zelanda nelle Isole Britanniche: un solo test match ufficiale con l'Irlanda in questo tour  nel mese di novembre.

| Dublino 23 novembre 1974 | Irlanda | 6 – 15 | Nuova Zelanda | (Lansdowne Road) |

- Altri test:

| Potsdam 13 ottobre 1974 | Germania Est | 6 – 16 | Cecoslovacchia |  |

| Varel 20 ottobre 1974 | Belgio | 3 – 24 | Germania Ovest |  |

| Guildford 2 novembre 1974 | Surrey | 41 – 10 | Belgio |  |

| Varsavia 3 novembre 1974 | Polonia | 4 – 3 | Cecoslovacchia |  |